# Gouraincourt
Gouraincourt é uma comuna francesa na região administrativa de Grande Leste, no departamento de Meuse. Estende-se por uma área de 5,71 km². Em 2010 a comuna tinha 61 habitantes (densidade: 10,7 hab./km²).